# Пецицові
Пецицові (Pezizaceae, зазвичай їх називають чашковими грибами) — родина аскомікотових грибів, які плодяться так, що мають звичай зростати у вигляді «чашки». Спори утворюються на внутрішній поверхні плодового тіла (апотецією гриба). Вигляд чашки зазвичай, слугує для зосередження дощових крапель на розбризкувані з чашки спори. Крім того, викривлення дає змогу вітровим потокам видувати спори іншим способом, ніж у більшості агарикальних пластинчастих і болетальних грибів.

## Опис
Апотеції у більшості представників родини великі, не менше 0,5 см у діаметрі, мають ніжку, але бувають і без ніжки, гіпотецій добре розвинутий, голі або вкриті волосками, блюдцеподібні, чашкоподібні або кубкоподібні, зрідка вухоподібні, м'ясисті, соковиті або драглисті, мають переважно яскраве забарвлення — червоне, світло-буре, бурувате, фіолетове. Аски мають циліндричну або булавоподібну форму, розкриваються на верхівці кришечкою. Спори одноклітинні, забарвлені, бувають безбарвні, еліпсоподібної або кулястої форми, поверхня гладенька, іноді щетиниста або бородавчаста з однією або кільками краплями олії. Парафізи ниткоподібні, прості або розгалужені, здуті на кінцях, ніколи не утворюють енітеція.
Чашкові гриби мають особливу форму, часто схожу на чашки або блюдця. Наприклад, грибок апельсинова кірка (Алеврія оранжева) нагадує викинуту апельсинову шкірку. Вони можуть бути яскраво забарвлені, як червона чашечка (Sarcoscypha coccinea), яка часто є однією з перших ознак весни там, де вона росте.

## Роди
Згідно з оцінкою 2008 року, родина містить 31 рід і 230 видів.
За даними сайту «NCBI» станом на 22.07.2023 року родина містить наступні 58 родів:
Adelphella

Ahmadea

Amylascus

Antrelloides

Aquapeziza

Babosia

Boudiera

Calongea

Cazia

Chromelosporiopsis

Chromelosporium

Daleomyces

Delastria

Elaiopezia

Elaiopezia   

Elderia

Galactinia

Geoscypha

Glischroderma

Hansenopezia

Hapsidomyces

Hydnobolites

Hydnoplicata

Hydnotryopsis

Imaia

Iodophanus

Iodowynnea

Ionopezia

Kalaharituber

Legaliana

Lepidotia

Luteoamylascus

Malvipezia

Marcelleina

Mattirolomyces

Muciturbo

Mycoclelandia

Oedocephalum

Pachyella

Pachyphlodes

Pachyphlodes   

Pachyphloeus

Paragalactinia

Peziza

Phaeopezia

Phylloscypha

Plicaria

Plicariella

Purpureodiscus

Ruhlandiella

Sarcopeziza

Sarcosphaera

Scabropezia

Stouffera

Temperantia

Terfezia

Tirmania

Ulurua

## Поширення та середовище існування
Сапротрофи. Зростають на ґрунті, гнилій деревині та на інших рослинних субстратах.